# Гней Сициний (трибун 76 пр.н.е.)
Гней Сициний или Луций Сициний (на латински: Cnaeus Sicinius; Lucius) е политик на Римската република от 1 век пр.н.е. Произлиза от фамилията Сицинии.
През 76 пр.н.е. той е народен трибун. Консули тази година са Гай Скрибоний Курион и Гней Октавий. Той критикува законите на Луций Корнелий Сула. Споменаван е от Цицерон като оратор.